# 南非無鬚鱈
南非無鬚鱈，為輻鰭魚綱鱈形目無鬚鱈科的其中一種，分布於東南大西洋南非海域，為深海魚類，深度50-1000公尺，體長可達140公分，棲息在大陸棚及大陸坡底層水域，會進行垂直性洄游，以魚類等為食，生活習性不明，可做為食用魚。